# スティッグ・L・アナセン
スティッグ・L・アナセン（スティッグ・アンダーソン、Stig L.Andersson、1957年 - ）は、デンマークのランドスケープ・アーキテクト・オフィスSLAの創設者でクリエイティブディレクター。オフィスで最もよく知られたプロジェクトにはフレデ・コペンハーゲン動物園、コペンハーゲン・Sonder大通りの再生における新たな都市空間、などがある。オフィスはオスロでのウォーターフロント区にあるが他にKalvebod Bryggeなど、いくつかの他の場所で進行中のプロジェクトの場所にも持っている。 
1986年にデンマーク王立芸術アカデミー建築学科を卒業後、研究フェロー基金で日本に滞在。1994年以来自身の事務所を主宰してからも、現在において特に物質、空間や可変性にある日本文化の関係性に興味を持っているという。 
アナセンはさらにグループ"の一員として、アートの分野でも協働してきたほか、継続的に、研究者や大学と密接に協力してきた。 2002年にエッケルスベルク勲章を授与。

## 作品
- Urban Garden in Noerresundby（2004-2005年、Stigsborg/Noerresundby年）1000平方メートル）
- Trekroner School（2001-2002年、Roskilde・TrekronerAlle,22,000平方メートル）
- Columbine Garden（2001年、コペンハーゲン・Tivoli、500平方メートル、Stine Poulsenらと）
- K.M.Krogh Kolding Railway Station Aquare（2005年、デンマーク・Kolding,12,000平方メートル,L.westergaard/S.Poulsen/J.R.Sangbergらと）
- Copenhagen Railway Station Cut（2005年、デンマーク・コペンハーゲン・Main Station,stig Thomas Kock/Jonas Sangberg/Marie Priem/Martin Birch/Malin Blomqvistらと）
- Cloud（2005-2007年、コペンハーゲン・Hambrosgade,5.500平方メートル, Lisbeth Westergaard/Malin BlomQvist/Hanne BruunMoller/Signe Hertzum/Jonas Rune Sangbergらと）
- 5New Spaces in Frederiksberg（2003-2005年、Frederiksberg・Solbjergvej、18,000平方メートル）
- Bjoervika（2005年、オスロ・Bjoervika,Bispevika,Lohavn、18 ヘクタール）
- Trylleskoven（2004年、デンマーク・Trylleskoven,Solroed、40 ヘクタール）
- Valby Sports Park（2006年、コペンハーゲン・Valby、50 ヘクタール）
- Charlotte Garden（2003-2004年、koebenhavn・Hjoerringsgade 12C、13,950平方メートル）
- Glostrup Town Hall Park（2000年、Glostrup・Raadhuaparken, Nyvej、12,500平方メートル）
- Anchor（2001年、スウェーデン・Ankarparken,Vastra Hamn, Malmo、29,000平方メートル）
- Axeltorv（2005年、Nestved、4,500平方メートル）
- Growth（2004年、デンマーク・Oerestad South, Amager、520,000平方メートル）
- Ulleroed Byen（2004-2007年、Hilleroed・Ulleroed、100 ヘクタール）
- A Plot/Megaron（2001年、コペンハーゲン・Assistens Cemetery, Noerrrebro、400平方メートル）
- Frederikssund Harbor Square（2001-2002年、Frederikssund Havneplads、9,500平方メートル）
- Brogaard's Square（2001年、デンマーク・Spaettens Kvarter, Albertslund、900平方メートル）
- Elisen Garden（2006年、ドイツ・アーヘン、1,7 ヘクタール）
- Mill Park（2005年、Aarhus C・Moelleparken、4,200平方メートル）
- Valdemar's Castle（2005年、Taasinge・Valdemars Slot、20,000平方メートル）
- Carlsberg - Ground Floor CPH（2007年、コペンハーゲン・Carlsberg, Karlslunde年、33 ヘクタール）
- Langagargaard（2006-年、Koebenhavn・Soender Boulevard、120 ヘクタール）
- Soender Boulevard（2005-2006年、デンマーク・Ladegaardsparken, Holbaek、15-16,000平方メートル）
- Ladegaardsparken（1997-1998年、デンマーク・Tingbjerg Broenshoej、3,8 ヘクタール）
- Tingbjerg - Utterslev Huse（2004年、デンマーク・Tingbjerg Broenshoej、60 ヘクタール））